# Erythrina sykesii
Erythrina sykesii là một loài thực vật có hoa trong họ Đậu. Loài này được Barneby & Krukoff miêu tả khoa học đầu tiên.

## Hình ảnh

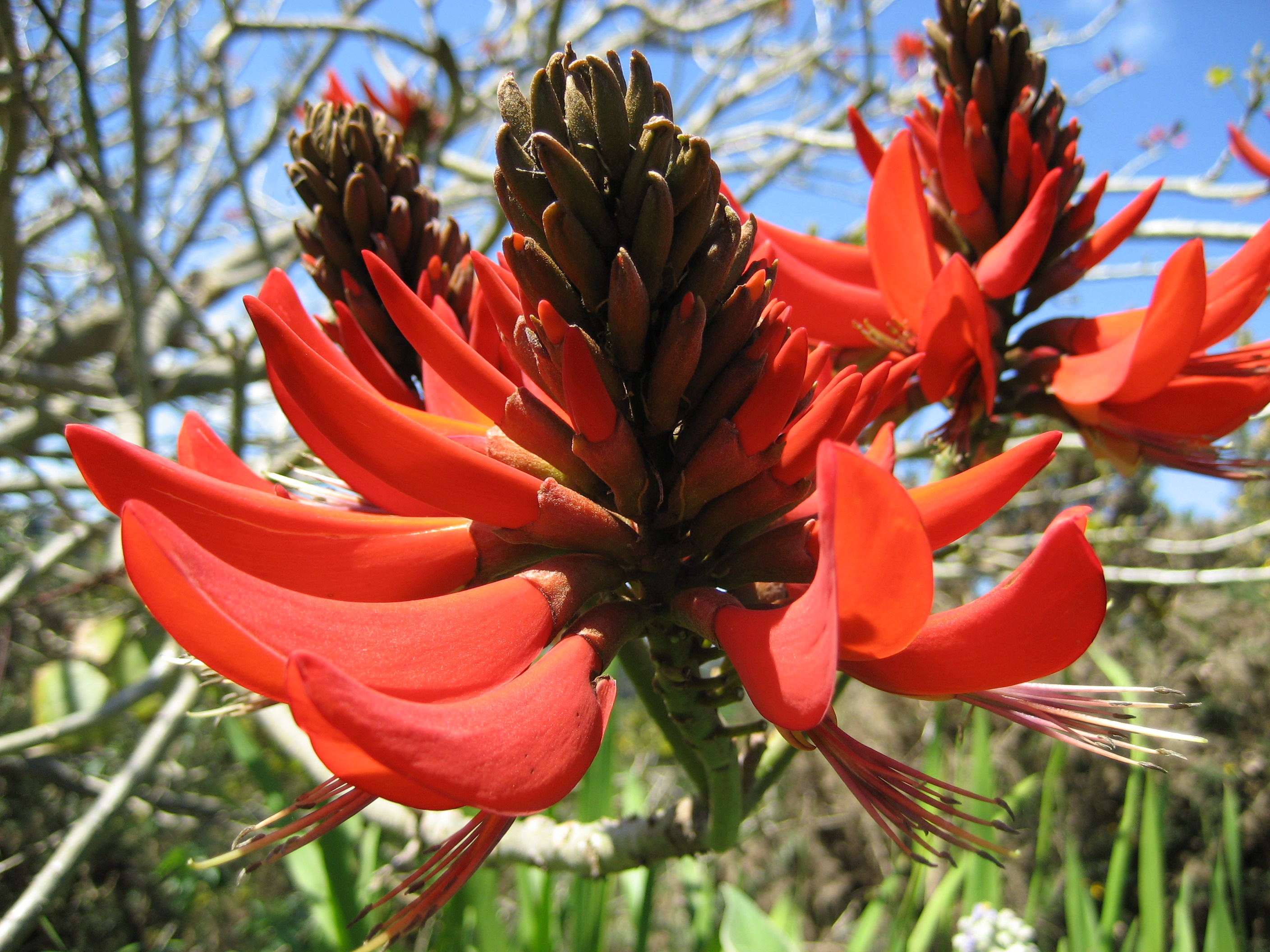